# Sextus Cornelius Repentinus
Sextus Cornelius Repentinus war ein römischer Ritter und Prätorianerpräfekt.
Seine Karriere führte vom Steuereintreiber (advocatus fisci) über mehrere andere Ämter bis hin zum Amt des Prätorianerpräfekten während der Herrschaft der Kaiser Antoninus Pius und Mark Aurel. Zum Karrierehöhepunkt erhielt er den Rang eines clarissimus vir. Sein Sohn war wahrscheinlich Cornelius Repentinus.